# 진안경찰서
진안경찰서(鎭安警察署, Jinan Police Station)는 전북특별자치도경찰청이 관할하는 경찰서 중 하나이다. 전북특별자치도 진안군 일대를 관할한다. 전북특별자치도 진안군 진안읍 우화산길 3에 위치하고 있다.
서장은 총경으로 보한다.

## 기본 정보
- 주소: 전북특별자치도 진안군 진안읍 우화산길 3
- 우편번호: 55429

## 관할 파출소 및 지구대
| 명칭           | 사진 | 주소                   | 관할구역       | 치안센터     |
| -------------- | ---- | ---------------------- | -------------- | ------------ |
| 마이파출소     |      | 진안읍 진무로 1018     | 진안읍         |              |
| 부귀파출소     |      | 부귀면 부귀로 335      | 부귀면         | 신정치안센터 |
| 동향안천파출소 |      | 동향면 양지길 35       | 동향면, 안천면 | 안천치안센터 |
| 정천상전파출소 |      | 정천면 봉학로 105      | 정천면, 상전면 | 상전치안센터 |
| 주천용담파출소 |      | 주천면 동상주천로 2201 | 주천면, 용담면 | 용담치안센터 |
| 마령파출소     |      | 마령면 임진로 2100     | 마령면         |              |
| 백운파출소     |      | 백운면 임진로 1338     | 백운면         |              |
| 성수파출소     |      | 성수면 관진로 771      | 성수면         |              |